# Violon en Bretagne
 (octobre 2015).
La pratique du violon en Bretagne est une pratique indissociable de la musique traditionnelle bretonne. Elle est très courante[précision nécessaire] dans les régions Bretagne et Pays de la Loire (en particulier en Loire-Atlantique). L’exercice du violon pour la musique bretonne se distingue en deux pratiques définies, l’une n’empêchant pas la pratique de l’autre. Il s’agit de la pratique de sonneur et celle de musicien de groupe.
La pratique du violon en Bretagne est répertoriée à l'Inventaire du patrimoine culturel immatériel en France dans le domaine des Musiques et danses.

## Historique
Le violon est un instrument très ancien dont la pratique en Bretagne est attestée dès le XVIe siècle. Dans le même temps, il se répand partout en Europe, et trois siècles plus tard arrive jusque dans les milieux populaires, aussi bien urbains que ruraux. De ce fait, il peut servir de divertissement à part entière ou d’accompagnement d’une danse populaire par exemple. Au XIXe siècle cependant, d’autres instruments prennent de l’importance en Bretagne, et le violon est quelque peu mis entre parenthèses. Ce n’est que dans les années 1980-90 que le violon retrouve de l’intérêt avec le renouveau de la culture bretonne et a volonté des Bretons de mettre en valeur leur culture et leurs traditions. Malgré tout, le nombre de pratiquants a fortement diminué, en particulier chez les sonneurs.

## Le sonneur de violon

### Historique
La pratique de sonneur de violon est probablement apparue en Bretagne dès la fin du XVIIIe siècle, mais elle prit véritablement de l’importance au début du XXe siècle. À cette époque, on recense plus de 400 sonneurs de violon entre 1880 et 1914. Le violon est alors à son apogée en Bretagne, il accompagne toutes les musiques populaires, il est de toutes les célébrations. Mais avec la Première Guerre mondiale, la pratique s’estompa et ne reprit que très faiblement à l’Entre-deux-guerres. Les derniers sonneurs de violon jouèrent jusque dans les années 1950, pour ensuite laisser la pratique s’éteindre, jusque dans les années 1980-90, où, avec la réaffirmation de l’identité bretonne, les traditions ont repris le dessus, et notamment les traditions musicales.

### La pratique
Dans la plupart des cas[réf. nécessaire], le sonneur joue seul, bien qu’il puisse arriver qu’il joue à deux ou avec un autre instrument. Ce sont eux qui portent la tradition de la musique bretonne sur les épaules, eux qui furent les premiers à utiliser le violon en Bretagne. Son rôle est alors d’accompagner les danses bretonnes, d’animer musicalement les noces, autant lors du cortège que pendant le repas. 
Le jeu du sonneur est très complet du fait qu’il joue seul, il doit assurer chaque partie du morceau (mélodie, rythmique…).
Aujourd'hui, les sonneurs veulent pour la plupart remettre en avant les musiques traditionnelles, plutôt que de jouer des morceaux issus du fest-noz moderne. Ils préfèrent laisser cela aux musiciens de groupe. Les musiques traditionnelles ont pour la plupart d’entre elles été conçues pour le violon, et afin d’accompagner la danse bretonne. C’est là qu’apparait toute l’importance des sonneurs de violon, puisque le répertoire étant directement relié à la pratique musicale, si cette dernière disparait, le répertoire disparait également.
Aujourd’hui, la pratique des sonneurs de violon se fait surtout dans les villages, lors de rassemblement comme le marché ou les fêtes de village. Ils peuvent également jouer pour des personnes privées lors de fêtes en famille.

## Le violoniste de groupe

### Historique
Les pratiquants du violon de groupe étaient à l’origine moins nombreux que les sonneurs. Cependant de nos jours, avec la multiplication des fest-noz « version moderne », cette pratique devient de plus en plus courante.

### La pratique

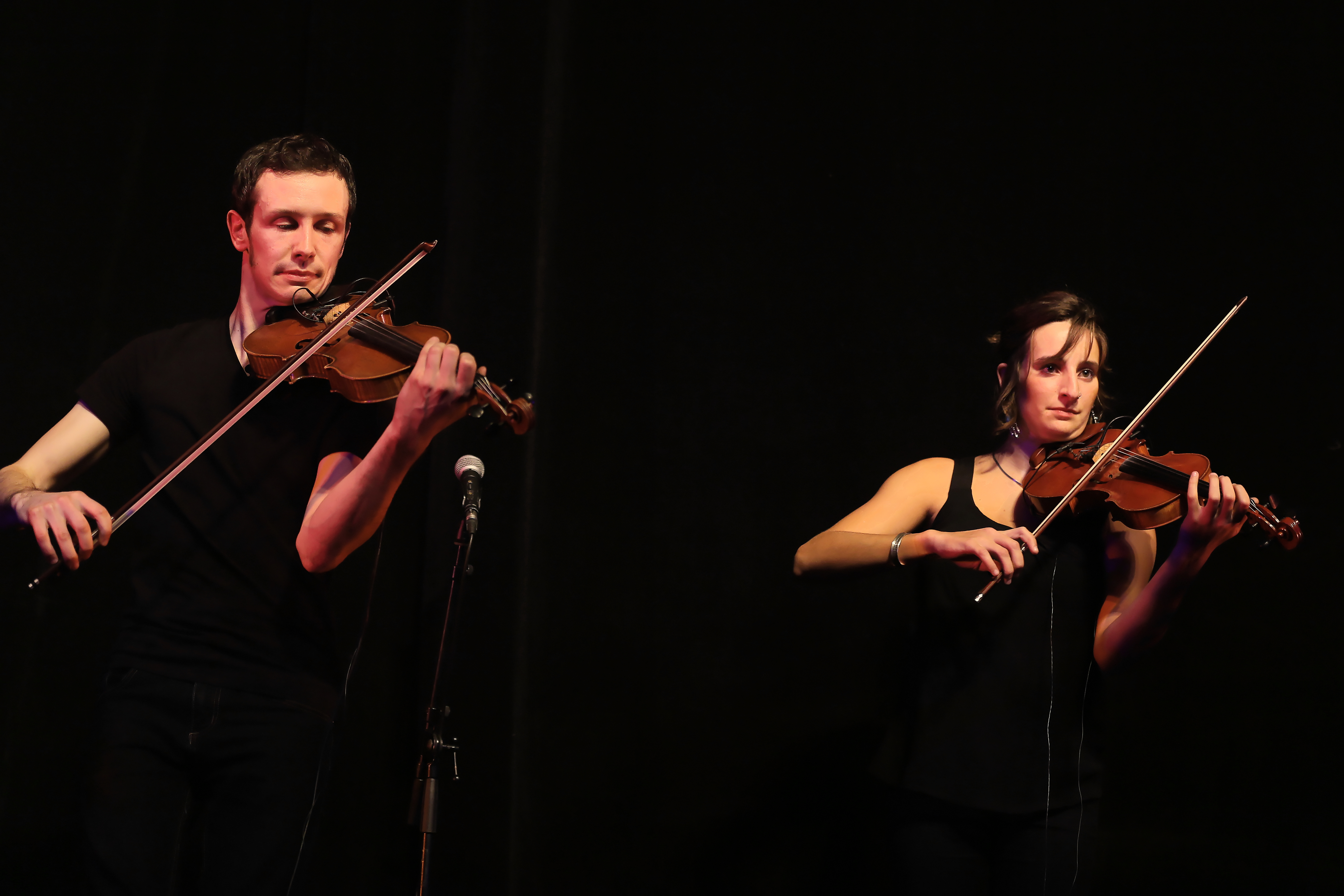
Jonathan Dour et Floriane Le Pottier avec leur quartet de fest-noz

Si autrefois la pratique des sonneurs était la plus populaire, la résurgence de la culture bretonne dans les années 1980 a plutôt fait ressortir la pratique des musiciens de groupe. Ces groupes se produisent dans le cadre de fest-noz. Ainsi on est face à une pratique musicale différente où les instruments jouent en harmonie un répertoire différent plutôt conçu pour les fest-noz que pour l’accompagnement musical d’un évènement qui reste pour autant de tradition bretonne. Il se compose de classiques du fest-noz, mais aussi de chants traditionnels mis en musique. Ce dernier point ne constitue pas un répertoire ancien, il est plutôt récent et met en valeur des morceaux non conçus à l’origine pour le violon. Cela fait évoluer la pratique du violon en gardant la pratique traditionnelle et en y ajoutant le côté plus moderne, toujours en suivant les standards bretons.
Dans ces groupes musicaux, le violon et autres instruments traditionnels partagent l’affiche avec des instruments plus modernes. Cela peut impliquer le fait d’avoir une musique amplifiée, qui modifie la façon de jouer.

## Violonistes reconnus
- Léon-Marie Louyer de Villermay (1852 à Saint-Brieuc - 1914 à Plérin)
- Christian Lemaître
- Jacky Molard
- Ronan Pinc
- Jonathan Dour
- Floriane Le Pottier
- Christophe Peloil